# 江让乡
江让乡（藏語：རྐྱང་ཧྲེང་，威利转写：rkyang hreng），是中华人民共和国西藏自治区阿里地区措勤县下辖的一个乡镇级行政单位。

## 行政区划
江让乡下辖以下地区：
诺仓村、美朵村、查仓村、加荣村和珠龙村。